# Włodzimierz Bernacki
Włodzimierz Bernacki (ur. 17 lutego 1960 w Proszowicach) – polski politolog, profesor nauk humanistycznych, nauczyciel akademicki, profesor nadzwyczajny Uniwersytetu Jagiellońskiego, poseł na Sejm VII i VIII kadencji, senator X i XI kadencji, w latach 2020–2023 sekretarz stanu w resortach odpowiedzialnych za naukę.

## Życiorys
Syn Władysława i Kazimiery. W 1987 ukończył studia z zakresu politologii na Uniwersytecie Jagiellońskim. W 1995 uzyskał na tej uczelni stopień doktora, a w 2005 doktora habilitowanego. W 2013 prezydent Bronisław Komorowski nadał mu tytuł profesora nauk humanistycznych. W pracy naukowej specjalizuje się w zakresie historii doktryn politycznych i prawnych.
W 1989 został członkiem NSZZ „Solidarność”. Był wiceprzewodniczącym Komitetu Obywatelskiego „Solidarność” w Proszowicach. W drugiej połowie lat 80. działał w Polskiej Partii Socjalistycznej. Zajmował się kolportażem wydawnictw niezależnych i organizacją akcji ulotkowych.
Od 1982 do 1988 pracował jako nauczyciel w szkołach w Proszowicach. W 1988 został wykładowcą Uniwersytetu Jagiellońskiego. W 2008 objął funkcję dyrektora Instytutu Nauk Politycznych i Stosunków Międzynarodowych tej uczelni. W tym samym roku został profesorem UJ. Jest członkiem Ośrodka Myśli Politycznej. Został również wykładowcą w Państwowej Wyższej Szkole Wschodnioeuropejskiej w Przemyślu oraz Akademii Ignatianum w Krakowie. W 2002 został prezesem Stowarzyszenia Obywatelskiego Ziemi Proszowickiej Pro Publico Bono.
Został członkiem Krakowskiego Społecznego Komitetu Poparcia Jarosława Kaczyńskiego w przedterminowych wyborach prezydenckich w 2010.
Jest członkiem Prawa i Sprawiedliwości. W 2011 z ramienia tej partii w wyborach parlamentarnych uzyskał mandat poselski. W 2015 z powodzeniem ubiegał się o poselską reelekcję. W 2019 bezskutecznie kandydował do Parlamentu Europejskiego. W wyborach w tym samym roku wystartował do Senatu w okręgu nr 34, zdobywając 97 648 głosów i uzyskując mandat senatora X kadencji.
W listopadzie 2020 został powołany przez prezesa Rady Ministrów Mateusza Morawieckiego na stanowiska sekretarza stanu w Ministerstwie Nauki i Szkolnictwa Wyższego (od stycznia 2021 w Ministerstwie Edukacji i Nauki) oraz pełnomocnika rządu do spraw monitorowania wdrażania reformy szkolnictwa wyższego i nauki. W 2023 został wybrany do Senatu XI kadencji z wynikiem 98 347 głosów. W grudniu tego samego roku zakończył pełnienie funkcji wiceministra.

## Wyniki wyborcze
| Wybory | Komitet wyborczy                 | Komitet wyborczy       | Organ             | Okręg           | Wynik          |
| ------ | -------------------------------- | ---------------------- | ----------------- | --------------- | -------------- |
| 2011   |                                  | Prawo i Sprawiedliwość | Sejm VII kadencji | nr 15           | 18 699 (7,25%) |
| 2015   | Sejm VIII kadencji               | Prawo i Sprawiedliwość | 27 673 (9,49%)    | nr 15           |                |
| 2019   | Parlament Europejski IX kadencji | Prawo i Sprawiedliwość | nr 10             | 7319 (0,42%)    |                |
| 2019   | Senat X kadencji                 | Prawo i Sprawiedliwość | nr 34             | 97 648 (55,61%) |                |
| 2023   | Senat XI kadencji                | Prawo i Sprawiedliwość | nr 34             | 98 347 (46,42%) |                |

## Publikacje
- Z dziejów polskiego liberalizmu politycznego, 1994.
- Naród – jednostka – państwo. Myśl polityczna demoliberałów galicyjskich, 1997.
- Słownik historii doktryn politycznych (współautor), 1997.
- Wybitni Polacy XIX wieku (współautor), 1998.
- Jednostka, naród, niepodległość, 2000.
- Od modernizmu do postmodernizmu: obraz społeczeństwa modernistycznego w literaturze krytycznej, 2000.
- Liberalizm polski 1815–1939. Studium doktryny politycznej, 2004.
- Myśl polityczna I Rzeczypospolitej, 2011.
- O wolności w czasach niewoli. Myśl polityczna polskich elit intelektualnych i politycznych XIX i XX wieku, 2020.